# Wish You Were Here Tonight
Wish You Were Here Tonight – album amerykańskiego muzyka Raya Charlesa, wydany w 1983 roku. Nagrany został po przejściu Charlesa do wytwórni Columbia, w której ponownie skierował się w stronę muzyki country oraz western. Za aranżację większości piosenek odpowiedzialny był James Pulk.

## Lista utworów
| 1.  | „3/4 Time White”                                                   | 4:23  |
|     |                                                                    |       |
| 2.  | „I Wish You Were Here Tonight” (Sullins)                           | 3:09  |
|     |                                                                    |       |
| 3.  | „Ain’t Your Memory Got No Pride at All” (Jones, Lane, Porter)      | 4:06  |
|     |                                                                    |       |
| 4.  | „Born to Love Me” (Morrison)                                       | 3:50  |
|     |                                                                    |       |
| 5.  | „I Don’t Want No Stranger Sleepin’ in My Bed” (Emerson, Jones)     | 3:33  |
|     |                                                                    |       |
| 6.  | „Let Your Love Flow” (Williams)                                    | 3:37  |
|     |                                                                    |       |
| 7.  | „You Feel Good All Over” (Throckmorton)                            | 4:41  |
|     |                                                                    |       |
| 8.  | „String Bean” (Lewis)                                              | 4:01  |
|     |                                                                    |       |
| 9.  | „You’ve Got the Longest Leaving Act in Town” (Kirby, Throckmorton) | 3:16  |
|     |                                                                    |       |
| 10. | „Shakin’ Your Head” (Smotherman)                                   | 3:46  |
|     |                                                                    |       |
|     |                                                                    | 38:22 |
|     |                                                                    |       |